# 戸塚文海

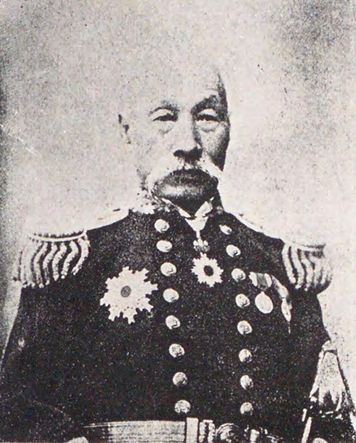
戸塚文海

戸塚 文海（とつか ぶんかい、天保6年9月3日（1835年10月24日） - 明治34年（1901年）9月9日）は、日本海軍の軍人、医師。茶人。最終階級は海軍軍医総監。海軍軍医制度創設に貢献した。

## 経歴
備中国浅口郡玉島村（現在の倉敷市）出身。中桐幸右衛門の息子として生まれ、幕府奥医師・戸塚静海の養子となる。適塾、シーボルトに学び、将軍侍医となる。
明治維新後、静岡病院頭となる。明治5年（1872年）、海軍省5等出仕となり、軍医寮学舎長、海軍省医務局長兼本病院長、本病院長などを歴任し、明治9年（1876年）12月、海軍軍医総監（少将相当）に進級した。
明治10年（1877年）1月から同16年（1883年）10月まで医務局長に在任。明治15年（1882年）8月から同20年（1887年）1月まで有志共立東京病院長を勤めた。明治28年（1895年）12月、後備役となり、明治33年（1900年）12月1日に退役した。
茶人としても知られ、市隠と号した。1898年（明治31年）、松浦詮(心月庵）が在京の華族､知名士等と設立した輪番茶事グループ「和敬会」の会員となる。会員は、青地幾次郎（湛海）・石黒忠悳（况翁）・伊藤雋吉（宗幽）・伊東祐麿（玄遠）・岩見鑑造（葎叟）・岡崎惟素（淵冲）・金澤三右衛門（蒼夫）・東胤城（素雲）・東久世通禧（古帆）・久松勝成（忍叟）・松浦恒（無塵）・三田葆光（櫨園）・三井高弘（松籟）・安田善次郎（松翁）の以上16人（後に益田孝（鈍翁）、高橋義雄（箒庵）が入会）で､世に「十六羅漢」と呼ばれた。

## 栄典
位階
- 1877年（明治10年）3月29日 - 正五位[2]
- 1886年（明治19年）10月28日 - 従四位[3]
- 1901年（明治34年）3月11日 - 正四位[4]

勲章等
- 1889年（明治22年）11月25日 - 大日本帝国憲法発布記念章[5]

## 親族
- 実父・中桐幸右衛門
- 養父・戸塚静海
- 養嗣子・戸塚環海 (1854年生) ‐ 海軍軍医総監。愛知・林九一郞の長男。妻・はなの父は渡辺温、兄弟に渡部朔、渡部康三。娘婿に百瀬結がいる。[6][7]
  - 養嗣孫 戸塚文卿 ‐ 環海の長男。医師でカトリック司祭。聖ヨハネ会桜町病院、結核療養施設「海上寮」創始者）
  - 養嗣孫 戸塚武比古 ‐ 環海の二男。海軍技術少将。東京大学工学部卒。岳父に海軍少将、日本製鋼所常務の水谷叔彦。[8]